# 上越市立上下浜小学校
上越市立上下浜小学校 (じょうえつしりつじょうげはましょうがっこう) は、新潟県上越市柿崎区上下浜に位置する市立小学校である。

## 沿革
- 明治7年 - 雁子浜、上下浜、三ツ屋浜山村の有志相はかり、上下浜校を上下浜村に開学

当時の名称は「第４中学区第２１番小学上下浜校」
- 明治12年 - 上下浜神明坂に新校舎新築
- 明治18年 - 「第４８小学校区尋常科上下浜校」と改称
- 明治26年 - 上下浜仲山に移転新築、「犀浜村村立上下浜尋常小学校」と改称
- 明治32年 - 柿崎村に合併、「柿崎村村立上下浜尋常小学校」と改称
- 明治42年 - 移転直後台風で倒壊
- 明治43年 - 上下浜仲山1825番地に移転改築
- 明治45年 - クジラが浜辺に打ち上げられる（※クジラ学校のいわれ）
- 大正11年 - 学制発布５０周年記念として学校後援会結成
- 昭和9年 - 町制がしかれ、「柿崎町立上下浜尋常小学校」と改称
- 昭和22年 - 学校教育法により「柿崎町立上下浜小学校」と改称
- 昭和24年 - 室内運動場改築
- 昭和29年 - 校舎改築
- 昭和39年 - 創立９０周年記念式
- 昭和49年 - 体育館落成、創立１００周年記念式
- 昭和61年 - 新校舎竣工式
- 平成5年 - プール竣工式
- 平成6年 - 創立１２０周年記念式・祝賀会
- 平成10年 - 実物大クジラの布描写絵完成
- 平成16年 - 創立１３０周年記念式・祝賀会
- 平成23年 - くじら打ち上げ１００周年記念事業 （くじらランニングコース設置、校舎くじら絵描画、くじら資料室整備）
- 平成24年 - くじら記念碑設置[2]

## 周辺学校
- 上越市立柿崎中学校
- 上越市立柿崎小学校
- 上越市立下黒川小学校

## 学校区
上下浜、三ツ屋浜及び坂田新田